# Rhytidocaulon mccoyi
Rhytidocaulon mccoyi är en oleanderväxtart som beskrevs av John Jacob Lavranos och Mies. Rhytidocaulon mccoyi ingår i släktet Rhytidocaulon och familjen oleanderväxter. Inga underarter finns listade i Catalogue of Life.